# 18196 Ровберрі
18196 Ровберрі (18196 Rowberry) — астероїд головного поясу, відкритий 26 серпня 2000 року.
Тіссеранів параметр щодо Юпітера — 3,574.